# Liste des voies de Laval
Cet article concerne la ville française. Pour la ville canadienne, voir Laval (Québec), § Réseau routier.
Cette page présente la liste des voies de Laval classées par catégories, avec leur description éventuelle.

## 1 à 9
- Impasse des 2-Sœurs-Belger
- Allée des 3-Frères-Gruau
- Impasse des 3-Trompettes
- Ruelle des 4-Pavillons
- Rue du 6-Août-1944
- Boulevard du 8-Mai-1945
- Place du 11-Novembre
- Place du 18-Juin-1945
- Allée du 19-Mars-1962
- Rue du 38e Régiment de Transmissions
- Rue du 124e régiment d'infanterie

- Haut – A
- B
- C
- D
- E
- F
- G
- H
- I
- J
- K
- L
- M
- N
- O
- P
- Q
- R
- S
- T
- U
- V
- W
- X
- Y
- Z

## A
- Rue de l'Abbé-Angot
- Place de l'Abbé-de-l'Épée
- Rue de l'Abbé-Paul-Laize
- Rue de l'Abbé-Pierre
- Place des Acacias
- Rue Achille-Bienvenu
- Impasse Ada-Lovelace
- Passage Adjudant-Deslandes
- Rue de l'Adjudant-Deslandes
- Allée Adolphe-Beck
- Rue Adolphe-Beck
- Allée Adrien-Bruneau
- Rue de l'Agrion
- Rue de l'Aiglon
- Chemin de l'Aillerie
- Rue Aimé-Billion
- Rue Alain-Gerbault
- Rue Albert-Blanchard
- Rue Albert-Després
- Rue Albert-Einstein
- Quai Albert-Goupil
- Rue Albert-Thiry
- Rue Albert-Thomas
- Rue Alexandre-Ribot
- Allée Alexandre-Semin
- Rue Alfred-de-Vigny
- Rue Alfred-Jarry
- Rue des Alignés
- Impasse de l'Alma
- Rue de l'Alma
- Allée Alphonse-Girandier
- Rue d'Alsace
- Rue de l'Alyte
- Impasse Ambroise-Paré
- Rue Ambroise-Paré
- Boulevard Ampère
- Rue d'Amsterdam
- Rue de l'Ancien-Évêché
- Rue André-Bellesort
- Rue André-Château
- Rue André-de-Lohéac
- Rue André-Mussat
- Rue André-Saget
- Roquet des Ânes
- Impasse d'Angers
- Avenue d'Angers
- Route d'Angers
- Place d'Anjou
- Place Anne-de-Bretagne
- Rue d'Anvers
- Boulevard Arago
- Cour de l'Arche-Noire
- Place des Archives
- Rue des Archives
- Allée Arcisse-de-Caumont
- Rue Arsène-Avril-de-Pignerolles
- Rue Astier
- Place d'Athènes
- Rue d'Athènes
- Avenue de l'Atlantique
- Rue de l'Aubépin
- Rue d'Aubert
- Rue Auguste-Alleaume
- Rue Auguste-Beuneux
- Allée Auguste-Blanqui
- Rue Auguste-Cheux
- Rue Auguste-Fauchard
- Passage Auguste-Fourmond
- Rue Auguste-Fourmond
- Allée Auguste-Hébert
- Rue Auguste-de-Villiers-de-l'Isle-Adam
- Rue Augustin-de-Lestrange
- Place Augustine-Fouillée
- Rue de l'Aunis
- Place d'Avesnières
- Quai d'Avesnières
- Rue d'Avesnières
- Rue Avicenne
- Rue Avoise-de-Craon
- Rue Avril-Arsène-de-Pignerolles
- Impasse des Ayrelles
- Rue des Ayrelles

- Haut – A
- B
- C
- D
- E
- F
- G
- H
- I
- J
- K
- L
- M
- N
- O
- P
- Q
- R
- S
- T
- U
- V
- W
- X
- Y
- Z

## B
- Rue de Bâclerie
- Impasse des Barberies
- Rue du Bas-des-Bois
- Rue du Béarn
- Quai Béatrix de Gâvre
- Chemin de Beauregard
- Rue de Beauregard
- Rue de Beausoleil
- Ruelle de Beausoleil
- Passage de Beauvais
- Rue de Beauvais
- Rue de Bel-Air
- Impasse Béla-Bartók
- Rue des Béliers
- Chemin de la Belle-Plante
- Rue de Bellevue
- Impasse Benoît-Frachon
- Placette Benoît-Frachon
- Rue Benoît-Frachon
- Allée Benoît-Malon
- Rue de Berlin
- Rue Bernadotte
- Rue Bernard-Le-Pecq
- Allée Berthe-Marcou
- Rue Berthier
- Boulevard Bertrand-du-Guesclin
- Chemin des Besnières
- Rue Bessières
- Rue Bir-Hakeim
- Chemin des Bissardières
- Rue de la Blanchardière
- Chemin de la Blancherie
- Impasse des Blardières
- Rue du Bois-de-l'Huisserie
- Allée des Bois-Précieux
- Avenue Bonaparte
- Quai de Bootz
- Rue de Bootz
- Rue de Boston
- Rue des Bouchers
- Ruelle Boulain
- Rue des Bouleaux
- Rue du Bourg-Hersent
- Place de Bourgogne
- Impasse du Bourny
- Rue du Bourny
- Rue de la Bousinière
- Chemin des Brasseries
- Rue de Bretagne
- Chemin de Brétignolles
- Impasse du Britais
- Rue du Britais
- Allée de la Brochardière
- Impasse de la Brochardière
- Rue de la Brochardière
- Boulevard Brune
- Rue de Bruxelles
- Rue des Bruyères
- Boulevard de Buffon

- Haut – A
- B
- C
- D
- E
- F
- G
- H
- I
- J
- K
- L
- M
- N
- O
- P
- Q
- R
- S
- T
- U
- V
- W
- X
- Y
- Z

## C
- Rue de la Cale
- Allée de Cambrai
- Rue de Cambrai
- Rue Camille-Claudel
- Rue Camille-Lhuissier
- Rue du Capitaine-Paul-Normand
- Rue du Cardinal-Louis-Marie-Billé
- Impasse du Cardinal-Suhard
- Rue du Cardinal-Suhard
- Rue du Carmel
- Rue Casimir-Fabre
- Rue des Castors
- Impasse de la Chaffenerie
- Chemin de la Chainais
- Rue des Chalets
- Rue de Chalus
- Rue de Champagne
- Rue des Chanoines
- Passage Chanteloup
- Rue Chanteloup
- Avenue Chanzy
- Rue de Chapelle
- Rue de la Charité
- Rue Charles-Delescluze
- Rue Charles-Gonnet
- Rue Charles-Gounod
- Rue Charles-Landelle
- Allée Charles-Loyson
- Allée Charles-Maignan
- Rue Charles-Péguy
- Rue Charles-Toutain
- Allée de la Chartrie
- Passage de la Chartrie
- Impasse de la Chartrière
- Rue de la Chartrière
- Route du Château de Bois Gamats
- Chemin de la Chauminette
- Rue du Chef-de-Bataillon-Henri-Géret
- Chemin de la Chevalerie
- Rue des Chevaux
- Rue de Cheverus
- Rue Christian-d'Elva
- Rue des Citeaux
- Rue du Champ-de-la-Vigne
- Rue Claude-Chappe
- Allée Claude-Debussy
- Cours Clemenceau
- Boulevard Clément-Ader
- Impasse Clément-Ader
- Rue de Clermont
- Chemin de Clerville
- Impasse de la Cointerie
- Passage de la Cointerie
- Rue de la Cointerie
- Rue du Colonel-Flatters
- Ruelle du Colonel-Flatters
- Rue du Colonel-Heulot
- Rue des Combattants-d'Afrique-du-Nord
- Place de Combattants-Volontaires
- Rue des Combattants-Volontaires
- Rue du Commandant-Cousteau
- Rue du Commandant-Henri-Chantrel
- Rue du Commandant-Philippe-Kieffer
- Rue de la Commanderie
- Avenue de la Communauté Européenne
- Place de la Commune
- Passage de Compiègne
- Allée Constant-Feinte
- Allée de Corbineau
- Ruelle de la Corne-d'Or
- Rue de Cossé-le-Vivien
- Rue Couanier-de-Launay
- Rue des Cornetteries
- Ruelle des Cornetteries
- Rue du Coton
- Impasse des Cousineries
- Impasse de la Craulière
- Chemin de la Croix-Bataille
- Rue de la Croix-de-la-Gaule
- Rue de la Croix-de-Pierre
- Rue de la Croix-Rouge
- Rue Crossardière
- Passage Cugnot
- Rue Cugnot
- Route de Cumont
- Rue des Curés

- Haut – A
- B
- C
- D
- E
- F
- G
- H
- I
- J
- K
- L
- M
- N
- O
- P
- Q
- R
- S
- T
- U
- V
- W
- X
- Y
- Z

## D
- Impasse de la Dacterie
- Rue de la Dacterie
- Rue Daniel-Œhlert
- Rue du Dauphin
- Rue Davout
- Boulevard Denis-Papin
- Rue des Déportés
- Impasse du Dépôt
- Rue du Dépôt
- Rue du Docteur-Aubin
- Rue du Docteur-Charcot
- Rue du Docteur-Corre
- Rue du Docteur-Daniel-Tauvry
- Rue du Docteur-Ferron
- Place du Docteur-Fleming
- Rue du Docteur-Jules-Amaudrut
- Place du Docteur-Laennec
- Rue du Docteur-Marc-Dupré
- Rue du Docteur-Paul-Mer
- Passage du Docteur-Queinnec
- Rue du Docteur-Roux
- Rue Docteurs-Calmette-et-Guérin
- Rue du Dôme
- Rue du Douanier-Rousseau
- Rue Drouot

- Haut – A
- B
- C
- D
- E
- F
- G
- H
- I
- J
- K
- L
- M
- N
- O
- P
- Q
- R
- S
- T
- U
- V
- W
- X
- Y
- Z

## E
- Impasse Échelle-Marteau
- Rue Échelle-Marteau
- Rue de l'École
- Chemin des Edins
- Rue Édouard-Branly
- Rue Édouard-Vaillant
- Boulevard Edward-Monsallier
- Rue Émile-Bouchard
- Rue Émile-Brault
- Rue Émile-Salmson
- Rue Émile-Sinoir
- Rue Emmanuel-de-Martonne
- Allée Emmanuel-Mounier
- Rue Emmanuel-Mounier
- Rue d'Emmaüs
- Rue des Éperons
- Impasse de l'Épine
- Rue de l'Épine
- Rue de l'Ermitage
- Ruelle d'Ernée
- Rue Ernest-Laurain
- Rue des Étaux
- Rue Étienne-Harding
- Rue Étienne-Lenoir
- Chemin de l'Étronnier
- Rue Eugène-Caillaux
- Rue Eugène-Jamin
- Rue Eugène-Messmer
- Allée Eugène-Varlin
- Impasse Eva-Lallemant
- Rue des Évadés-de-Guerre-1939-1945

- Haut – A
- B
- C
- D
- E
- F
- G
- H
- I
- J
- K
- L
- M
- N
- O
- P
- Q
- R
- S
- T
- U
- V
- W
- X
- Y
- Z

## F
- Passage Faidherbe
- Rue Faidherbe
- Chemin des Faluères
- Rue Félicité-de-Lamennais
- Allée Félix-Blaviel
- Rue Félix-Faure
- Boulevard Félix-Grat
- Allée Fernand-Pelloutier
- Rue Fernand-Soulet
- Passage de la Filature
- Rue de la Filature
- Impasse Flandre-Dunkerque-40
- Rue Flandre-Dunkerque-40
- Chemin de la Fleurière
- Rue de la Fleurière
- Impasse des Fleuristes
- Rue de la Fontaine
- Impasse des Fossés
- Rue des Fossés
- Chemin de Foucherie
- Avenue de Fougères
- Ruelle du Four
- Rue des Fourches
- Rue de la Fournière
- Allée des Français-Libres
- Avenue des Français Libres
- Rue de la Franche-Comté
- Rue de Franche-Comté
- Boulevard Francis-Le-Basser
- Rue Francis-Levesque
- Rue Francis-Robin
- Rue François-Ameline
- Rue François-Pyrard
- Rue François-Rabelais
- Boulevard Frédéric-Chaplet
- Rue Frédéric-Chopin
- Allée Frédéric-Lefèvre
- Rue du Frêne
- Rue des Frères-Lumière
- Chemin de la Fuye
- Rue de la Fuye

- Haut – A
- B
- C
- D
- E
- F
- G
- H
- I
- J
- K
- L
- M
- N
- O
- P
- Q
- R
- S
- T
- U
- V
- W
- X
- Y
- Z

## G
- Rue de la Gabelle
- Allée Gabriel-Andouard
- Impasse Galilée
- Boulevard Galilée
- Quai Gambetta
- Allée de Gandia
- Allée de Garango
- Place de la Gare
- Rue de Gascogne
- Place du Gast
- Rue de la Gaucherie
- Rue Gaultier-de-Vaucenay
- Rue de Gauville
- Rue du Général-de-Gaulle
- Rue du Général-Duboys-Fresney
- Place du Général-Ferrié
- Rue du Général Ferrié
- Avenue du Général-Patton
- Chemin du Genest
- Rue George-Sand
- Impasse Georges-Bizet
- Rue Georges-Carpentier
- Rue Georges-Coupeau
- Allée Georges-Courteline
- Place Georges-Grimod
- Allée Georges-Lascroux
- Place Georges-Macé
- Allée Georges-Reumeau
- Allée Georgette-Guesdon
- Rue Georgette-Guesdon
- Rue des Géraniums
- Rue Gérard-Linel
- Rue Germaine-Tillion
- Rue des Glycines
- Chemin de la Gommetière
- Rue Gouvion-Saint-Cyr
- Grande rue
- Rue du Grand-Montron
- Rue des Grands-Carrés
- Impasse du Gravier
- Rue du Gravier
- Allée de Grèce
- Rue de Grenoux
- Rue du Gué-d'Orger
- Passage de la Guiardière
- Rue Guillaume-Apollinaire
- Rue Guillaume-Bigot
- Place Guillaume-Le-Doyen
- Allée Guinebretière
- Impasse de la Guinoisellerie
- Impasse Gustav-Mahler
- Impasse Gustave-Flaubert
- Rue Gustave-Sinan
- Rue Guy-de-Laval
- Impasse de la Guyardière
- Rue de Guyenne
- Rue Guy-Môquet
- Rue Guynemer

- Haut – A
- B
- C
- D
- E
- F
- G
- H
- I
- J
- K
- L
- M
- N
- O
- P
- Q
- R
- S
- T
- U
- V
- W
- X
- Y
- Z

## H
- Chemin de halage de la Mayenne
- Rue de la Halle-aux-Toiles
- Impasse du Hameau
- Rue du Hameau
- Chemin de la Hardelière
- Place Hardy-de-Lévaré
- Rue du Haut-Rocher
- Impasse Haute-Chiffolière
- Rue Haute-Chiffolière
- Rue Haute-Follis
- Rue Hay-du-Châtelet
- Rue Hébert
- Rue Hector-Berlioz
- Rue Henri-Alain-Fournier
- Allée Henri-Barbusse
- Rue Henri-Bâtard
- Boulevard Henri-Becquerel
- Place Henri-Bisson
- Allée Henri-Boucrel
- Place Henri-Chanteux
- Rue Henri-de-Gisors
- Rue Henri Gloria
- Rue Henri-Dunant
- Rue Henri-Gallard
- Rue Henri-Leguy
- Rue Henri-Lunel
- Rue Henri-Sellier
- Impasse Henri-Trouillard
- Place de Hercé
- Rue d'Hilard
- Rue Hoche
- Rue Honoré-de-Balzac
- Impasse des Hortensias
- Rue des Hortensias
- Allée de la Houdaudrie
- Impasse de la Hubaudière
- Rue de la Hubaudière
- Rue de l'Huisserie
- Chemin de la Hunaudière
- Rue Hydouze

- Haut – A
- B
- C
- D
- E
- F
- G
- H
- I
- J
- K
- L
- M
- N
- O
- P
- Q
- R
- S
- T
- U
- V
- W
- X
- Y
- Z

## I
- Boulevard de l'Industrie

## J
- Allée Jacques-Chamaret
- Rue Jacques-Jameau
- Rue Jacques-L'Hoste
- Rue Jacques-Leblanc-de-la-Vignole
- Rue Jacques-Leroy
- Impasse Jamet-Neveu
- Rue des Jardins
- Rue Jean-Baptiste-Lafosse
- Rue Jean-Bouin
- Allée Jean-du-Bellay
- Ruelle Jean-Fauveau
- Boulevard Jean-Jaurès
- Rue Jean-Guéhenno
- Allée Jean-Hunaut
- Rue Jean-Lebas
- Rue Jean-Macé
- Allée Jean-Eric-Fouchault
- Rue Jean-Marie-Guyau
- Rue Jean-Mermoz
- Rue Jean-Miaille
- Rue Jean-Monnet
- Impasse Jean-Moulin
- Place Jean-Moulin
- Rue Jean-Rostand
- Rue Jean-de-Sèze
- Rue Jean-Sébastien-Bach
- Rue Jean-Tasle
- Rue Jean-Marie-Guyau
- Allée Jean-Pierre-Bouvet
- Rue Jeanne-d'Arc
- Rue Jeanne-Jugan
- Quai Jehan-Fouquet
- Rue Jérôme-Davost
- Rue du Jeu-de-Paume
- Allée Joachim-du-Bellay
- Rue Joachim-du-Bellay
- Impasse Johannes-Brahms
- Passage Joinville
- Allée Josué-de-Castro
- Boulevard Jourdan
- Rue Jules-Amaudrut
- Place Jules-Baslé
- Rue Jules-Beaudouin
- Impasse Jules-Ferry
- Rue Jules-Ferry
- Rue Jules-Guesde
- Impasse Jules-Lefranc
- Rue Jules-Méline
- Rue Jules-Renard
- Rue Jules-Simon
- Rue Jules-Trohel

- Haut – A
- B
- C
- D
- E
- F
- G
- H
- I
- J
- K
- L
- M
- N
- O
- P
- Q
- R
- S
- T
- U
- V
- W
- X
- Y
- Z

## K
- Boulevard Kellermann
- Avenue Kléber

## L
- Chemin de la Lande
- Chemin des Landes
- Rue Lannes
- Avenue de Lattre-de-Tassigny
- Impasse du Laurier
- Rue du Laurier
- Rue de Laval-Québec
- Rue du Lavoir-Saint-Martin
- Rue Le-Bourdais-Durocher
- Impasse Le-Vivaing
- Rue Léandre-Morin
- Rue Leclerc-d'Osmonville
- Rue Lemercier-de-Neuville
- Impasse Léo-Delibes
- Rue Léo-Lagrange
- Rue Léon-Blum
- Boulevard Léon-Bollée
- Rue Léon-Fourreau
- Rue Léon-Gautier
- Rue Léon-Jouhaux
- Rue Léonce-Malecot
- Rue Léopold-Ridel
- Rue des Lices
- Impasse du Lieutenant
- Place du Lieutenant
- Rue du Lieutenant
- Rue des Lilas
- Rue du Lin
- Boulevard des Loges
- Rue des Loges
- Impasse de Londres
- Rue de Londres
- Rue de Loré
- Place de Lorraine
- Rue Louis-Acambon
- Boulevard Louis-Ampère
- Allée Louis-Blanc
- Place Louis-Coulange
- Rue Louis-Dufrenoy
- Rue Louis-Lesaint
- Passage Louis-Loucheur
- Allée Louis-Maucourt-de-Bourjolly
- Rue Louis-Perrin
- Allée Louis-Vallée
- Allée Louis-Vincent
- Allée Louis-Joseph-Lebret
- Allée Louise-Michel
- Boulevard Lucien-Daniel
- Rue Ludwig-van-Beethoven
- Impasse du Lycée
- Rue du Lycée

- Haut – A
- B
- C
- D
- E
- F
- G
- H
- I
- J
- K
- L
- M
- N
- O
- P
- Q
- R
- S
- T
- U
- V
- W
- X
- Y
- Z

## M
- Rue Mac-Donald
- Rue Madame-de-Sévigné
- Rue Madeleine-Brès
- Place Madeleine-Laurain-Portemer
- Impasse Magenta
- Rue Magenta
- Rue de la Maillarderie
- Chemin du Maine
- Rue du Maine
- Rue des Maîtres-du-Pré
- Chemin de la Malle
- Rue de la Malle
- Chemin de la Malle-à-Grenoux
- Rue Manouchian
- Rue du Mans
- Allée Marc-Sangnier
- Rue Marceau
- Rue Marcel-Cerdan
- Rue Marcel-Seigneur
- Rue Marcellin-Berthelot
- Rue du Marchis
- Square Maréchal-Foch
- Avenue du Maréchal-Juin
- Avenue du Maréchal-Leclerc
- Rue Maréchal-Lefèbvre
- Rue Maréchal-Ney
- Rue Marie-Louise-Buron
- Rue Marie-Olympe-de-Gouges
- Allée Marin-Marie
- Rue des Mariniers
- Boulevard Marius-et-René-Gruau
- Rue Marmoreau
- Rue des Marronniers
- Rue Martin-Luther-King
- Allée Martin-Van-Treeck
- Cour des Martyrs
- Avenue de Mayenne
- Rue Maryvonne-Rosse
- Rue Masséna
- Rue Maurice-Ravel
- Rue Mazagran
- Chemin de la Meignannerie
- Chemin des Merceries
- Impasse des Merceries
- Rue de la Meslerie
- Rue aux Mesles
- Rue Messager
- Allée de Mettmann
- Place de Mettmann
- Impasse du Meurger
- Allée Michel-Denis
- Rue Michel-Knindick
- Rue Michel-Moreau
- Cour Minger
- Rue Missak-Manouchian
- Rue Monseigneur-Carrière
- Chemin de Montdésir
- Chemin de Montgreffier
- Boulevard Montmorency
- Rue Mortier
- Impasse du Moulin-de-Bootz
- Allée des Moulins
- Passage des Mouvanderies
- Allée Mozart
- Rue du Muguet
- Boulevard Murat
- Rue de la Mutualité

- Haut – A
- B
- C
- D
- E
- F
- G
- H
- I
- J
- K
- L
- M
- N
- O
- P
- Q
- R
- S
- T
- U
- V
- W
- X
- Y
- Z

## N
- Impasse de Nantes
- Rue de Nantes
- Rue Neuve-Saint-Étienne
- Rue Neuve-Sainte-Catherine
- Chemin des Nez
- Chemin de la Nez-Brûlée
- Rue Nicolas-Harmand
- Impasse Noémie-Hamard
- Rue Noémie-Hamard
- Rue de Normandie
- Place Notre-Dame
- Rue Notre-Dame-de-Pritz

- Haut – A
- B
- C
- D
- E
- F
- G
- H
- I
- J
- K
- L
- M
- N
- O
- P
- Q
- R
- S
- T
- U
- V
- W
- X
- Y
- Z

## O
- Rue de l'Œil-de-Perdrix
- Rue des Orfèvres
- Passage des Ormeaux
- Rue Oudinot
- Rue de l'Ouvrier-Albert

- Haut – A
- B
- C
- D
- E
- F
- G
- H
- I
- J
- K
- L
- M
- N
- O
- P
- Q
- R
- S
- T
- U
- V
- W
- X
- Y
- Z

## P
- Rue de la Paix
- Roquet du Palais
- Rue du Panorama
- Rue de Paradis
- Allée du Parc
- Rue du Parc de Beauregard
- Rue de Paris
- Place Pasteur
- Roquet de Patience
- Quai Paul-Boudet
- Impasse Paul-Friguet
- Rue Paul-Legeay
- Allée du Pavement
- Passage du Pavement
- Rue du Pavement
- Rue de Péanne
- Impasse des Pêcheurs
- Rue des Pêcheurs
- Rue du Père-Domaigne
- Chemin de la Perdrière
- Rue de la Perdrière
- Rue Perette-de-Montbron
- Impasse du Petit-Bootz
- Rue du Petit-Montron
- Impasse de la Petite-Marbotte
- Rue des Petits-Champs
- Rue de la Philipotière
- Ruelle de la Philipotière
- Allée Philippe-Buchez
- Allée Philippe-Le-Gouaille
- Rue de Picardie
- Rue Pichot-de-la-Graverie
- Rue Piednoir
- Impasse Pierre-Boulez
- Rue Pierre-Brossolette
- Rue Pierre-Chayrigues
- Avenue Pierre-de-Coubertin
- Passage Pierre-Courant
- Boulevard Pierre-Elain
- Impasse Pierre-de-Ronsard
- Impasse Pierre-Aimé-Renous
- Allée Pierre-César-Ferret
- Rue Pierre-et-Jean-Outin
- Rue Pierre-et-Marie-Curie
- Place Pierre-Mendès-France
- Rue Pierre-Henri-Teitgen
- Passage Pierre-Joseph-Proudhon
- Rue Pierre-Joseph-Proudhon
- Rue Pierre-Laroque
- Rue Pierre-Neveu
- Rue Pierre-Piedalu
- Rue Pierre-Roland-Giot
- Rue Pierre-Teilhard-de-Chardin
- Rue Pignon-des-Côteaux
- Rue de la Pillerie
- Impasse du Pilier-Vert
- Rue du Pin-Doré
- Impasse des Pins
- Chemin du Point-du-Jour
- Rue du Point-du-Jour
- Place du Poitou
- Place des Pommeraies
- Rue des Pommeraies
- Allée des Pommiers
- Passage du Ponceau
- Rue du Ponceau
- Boulevard du Pont d'Avesnières
- Rue du Pont-au-Chat
- Rue du Pont de Mayenne
- Rue du Port de Bootz
- Impasse des Postes
- Rue de la Poterie
- Allée des Potiers
- Rue des Poupeliers
- Rue du Pré-Boudier
- Rue du Pré-Fleuri
- Chemin du Préfet
- Rue du Préfet-Bonnefoy
- Rue du Préfet-Bussières
- Rue du Pressoir-Salé
- Rue Prosper-Brou
- Rue Prosper-Mérimée
- Allée Prosper-Mortou
- Rue de Provence
- Rue de la Providence

- Haut – A
- B
- C
- D
- E
- F
- G
- H
- I
- J
- K
- L
- M
- N
- O
- P
- Q
- R
- S
- T
- U
- V
- W
- X
- Y
- Z

## Q
- Place des Quatre-Docteurs-Bucquet
- Impasse Queruau-Lamerie
- Passage de Quincampoix

## R
- Chemin de la Racinière
- Chemin du Radoir
- Rue de Rastatt
- Rue du Râteau
- Rue Raymond-Garnier
- Avenue de la Reine Jehanne
- Rue Renaise
- Rue René-Cassin
- Allée René-Descartes
- Rue René-Diehl
- Rue René-Musset
- Rue René-Sauleau
- Impasse de Rennes
- Rue de Rennes
- Cours de la Résistance
- Allée des Ribaudières
- Rue des Ribaudières
- Rue Ricordaine
- Rue des Ridelleries
- Avenue Robert-Buron
- Ruelle du Roc
- Rue Rivault-de-Fleurance
- Rue Robert-Hardy
- Rue Robert-de-Molesmes
- Allée Robert-Schuman
- Rue Robert-Schuman
- Rue Robert-Vauxion
- Place Roger-Caillete
- Rue Romain-Rolland
- Rue de Rome
- Allée du Ronceray
- Allée Rosa-Luxemburg
- Rue de la Rose-Bleue
- Allée des Roses
- Rue des Rosiers
- Rue de Rougette
- Rue de la Rouillère
- Chemin des Rousselières
- Rue de Royallieu
- Rue des Ruisseaux

- Haut – A
- B
- C
- D
- E
- F
- G
- H
- I
- J
- K
- L
- M
- N
- O
- P
- Q
- R
- S
- T
- U
- V
- W
- X
- Y
- Z

## S
- Impasse des Sablons
- Quai Sadi-Carnot
- Rue Saint-André
- Place Saint-Benoît
- Rue Saint-Benoît
- Rue Saint-Bernard-de-Clairvaux
- Rue Saint-Éloi
- Place Saint-Exupéry
- Impasse Saint-Jean
- Rue Saint-Jean
- Rue Saint-Luc
- Rue Saint-Martin
- Rue Saint-Mathurin
- Impasse Saint-Melaine
- Rue Saint-Melaine
- Route de Saint-Nazaire
- Impasse Saint-Nicolas
- Rue Saint-Nicolas
- Place Saint-Paul
- Passage Saint-Pierre
- Chemin de Saint-Pierre-Le-Potier
- Impasse Saint-Roch
- Place Saint-Tugal
- Rue Saint-Vénérand
- Ruelle Saint-Vénérand
- Allée Saint-Vincent-de-Paul
- Rue Saint-Yves
- Rue Sainte-Anne
- Rue Sainte-Barbe
- Impasse Sainte-Catherine
- Rue Sainte-Catherine
- Chemin Sainte-Hélène
- Rue de Saintonge
- Rue Salvador-Allende
- Rue des Sapins
- Impasse de la Senelle
- Rue de la Senelle
- Impasse Séraphine-de-Senlis
- Rue des Serruriers
- Allée de Sigillée
- Rue Simone-de-Beauvoir
- Rue Solférino
- Rue de la Solidarité
- Rue Sophie-et-Hans-Scholl
- Rue Souchu-Servinière
- Rue Soult
- Rue du Souvenir-Français
- Rue des Sports
- Rue du Stade
- Rue de Strasbourg

- Haut – A
- B
- C
- D
- E
- F
- G
- H
- I
- J
- K
- L
- M
- N
- O
- P
- Q
- R
- S
- T
- U
- V
- W
- X
- Y
- Z

## T
- Impasse du Tertre
- Chemin du Tertre-de-Saint-Pierre
- Chemin du Tertre-Souchard
- Rue Thérèse-Rondeau
- Rue de Thévalles
- Rue Thomas-Naudet
- Allée de Tibhirine
- Allée des Tilleuls
- Impasse de la Tisonnière
- Passage de la Tisonnière
- Rue de la Tisonnière
- Boulevard des Tisserands
- Impasse de Tivoli
- Chemin de la Touche
- Chemin des Touches
- Avenue de Tours
- Route de Tours
- Boulevard des Trappistines
- Place de la Trémoille
- Rue de la Trinité
- Rue des Trois-Croix
- Rue des Trois-Régiments
- Chemin de la Tuilerie
- Rue de la Tuilerie
- Rue de Tuloup
- Allée du Tyrol

- Haut – A
- B
- C
- D
- E
- F
- G
- H
- I
- J
- K
- L
- M
- N
- O
- P
- Q
- R
- S
- T
- U
- V
- W
- X
- Y
- Z

## U
- Impasse de l'Usine-des-Eaux

## V
- Rue du Val-de-Bootz
- Rue du Val-de-Mayenne
- Impasse de la Valette
- Rue de la Valette
- Ruelle de la Vallée
- Rue de Vatava
- Chemin de Vaufleury
- Rue de Vaufleury
- Rue des Vaux
- Chemin des Vendéens
- Rue de Verdun
- Rue du Verger
- Rue du Vétérinaire-Ramon
- Place des Victoires
- Rue Victor
- Rue Victor-Boissel
- Allée du Vieux-Saint-Louis
- Rue du Vieux-Saint-Louis
- Rue de la Vignole
- Chemin du Village-de-Bois-Gamats
- Rue de Villebois-Mareuil
- Impasse Vincent-Auriol
- Rue Vincent-Auriol
- Boulevard Volney
- Cour de la Vrillerie

- Haut – A
- B
- C
- D
- E
- F
- G
- H
- I
- J
- K
- L
- M
- N
- O
- P
- Q
- R
- S
- T
- U
- V
- W
- X
- Y
- Z